# Jaime Suaza
 Jaime Gustavo Suaza López es un ciclista colombiano, nacido el 25 de septiembre de 1986. Actualmente corre para el equipo colombiano de categoría Continental el Strongman Campagnolo Wilier.

## Palmarés
2008
- Campeonato Panamericano de Ciclismo en Ruta
  -  Medalla de Oro en Contrarreloj Individual (U23)

## Equipos
- Aguardiente Antioqueño-Lotería de Medellín-IDEA (2013-2014)
- GW Shimano (2015)
- Strongman Campagnolo Wilier (2016)